# Oconomowoc (thị trấn), Wisconsin
Oconomowoc là một thị trấn thuộc quận Waukesha, tiểu bang Wisconsin, Hoa Kỳ. Năm 2010, dân số của thị trấn này là 8.197 người.